# Nguyễn Tiến Nhật
Nguyễn Tiến Nhật (né le 5 avril 1990 à Hô-Chi-Minh-Ville) est un escrimeur vietnamien, spécialiste de l'épée.
Sélectionné après la qualification en zone Asie-Océanie pour les Jeux olympiques d'été à Londres, il est choisi pour être le porte-drapeau lors de la cérémonie d'ouverture du 27 juillet 2012. Il remporte la médaille de bronze lors des Championnats d'Asie 2019.